# پلنشیر
پلنشیر (به انگلیسی: Leopon)، عضوی دورگه از سرده پلنگیان و تیره گربه‌سانان است که حاصل درآمیختن یک پلنگ نر با یک شیر ماده‌است. سر این جانور همانند سر شیر است ولی بقیه بخش‌های بدن همانندی بیشتری به یک پلنگ دارد. این گونه دورگه‌ها در اسارت و توسط انسان‌ها ساخته می‌شوند و احتمال پدید آمدن آن‌ها در حیات وحش بسیار پایین است.

## تاریخچه
پلنشیرها نخستین بار در باغ وحش‌های ژاپن، هند، و آلمان زاییده شدند. قدیمی‌ترین پلنشیر به وجود آمده به سال ۱۹۱۰ بر می‌گردد. نامدارترین جانوران از این دست در پارک کوشین هانشین در ژاپن پرورش می‌یابند، جایی که برنامه ویژه‌ای برای تولید آن‌ها شکل گرفته.